# Jan Ludwiczak (ekonomista)
Jan Ludwiczak (ur. 11 maja 1923 w Salnii, zm. 4 marca 2020) – polski ekonomista, prof. zw. dr hab.

## Życiorys
Po ukończeniu Liceum Ogólnokształcącego w Krotoszynie rozpoczął w roku 1946 studia na Wydziale Rolniczym Uniwersytetu i Politechniki we Wrocławiu. Dyplom magistra nauk agrotechnicznych uzyskał w roku 1950. Stopień doktora nauk rolniczych uzyskał w 1962 na podstawie rozprawy „Kalkulacje poza-księgowe w systemie rachunkowości rolniczej”. Stopień doktora habilitowanego w zakresie ekonomiki i organizacji gospodarstw rolnych nadała mu Rada Wydziału Rolniczego WSR w 1968 na podstawie rozprawy „Środki obrotowe w gospodarstwie rolnym w zależności od form organizacji i zarządzania”. Tytuł naukowy profesora nadzwyczajnego uzyskał w roku 1987. Pracował w Instytucie Nauk Ekonomicznych na Uniwersytecie Przyrodniczym we Wrocławiu. Od 1987 do 1993 piastował stanowisko dziekana na Wydziale Rolniczym. Odznaczony Krzyżem Kawalerskim Orderu Odrodzenia Polski, Medalem Komisji Edukacji Narodowej, medalem „Zasłużony dla Akademii Rolniczej we Wrocławiu”. W 1993 przeszedł na emeryturę. Pochowany został na Cmentarzu Osobowickim we Wrocławiu.                                                                  

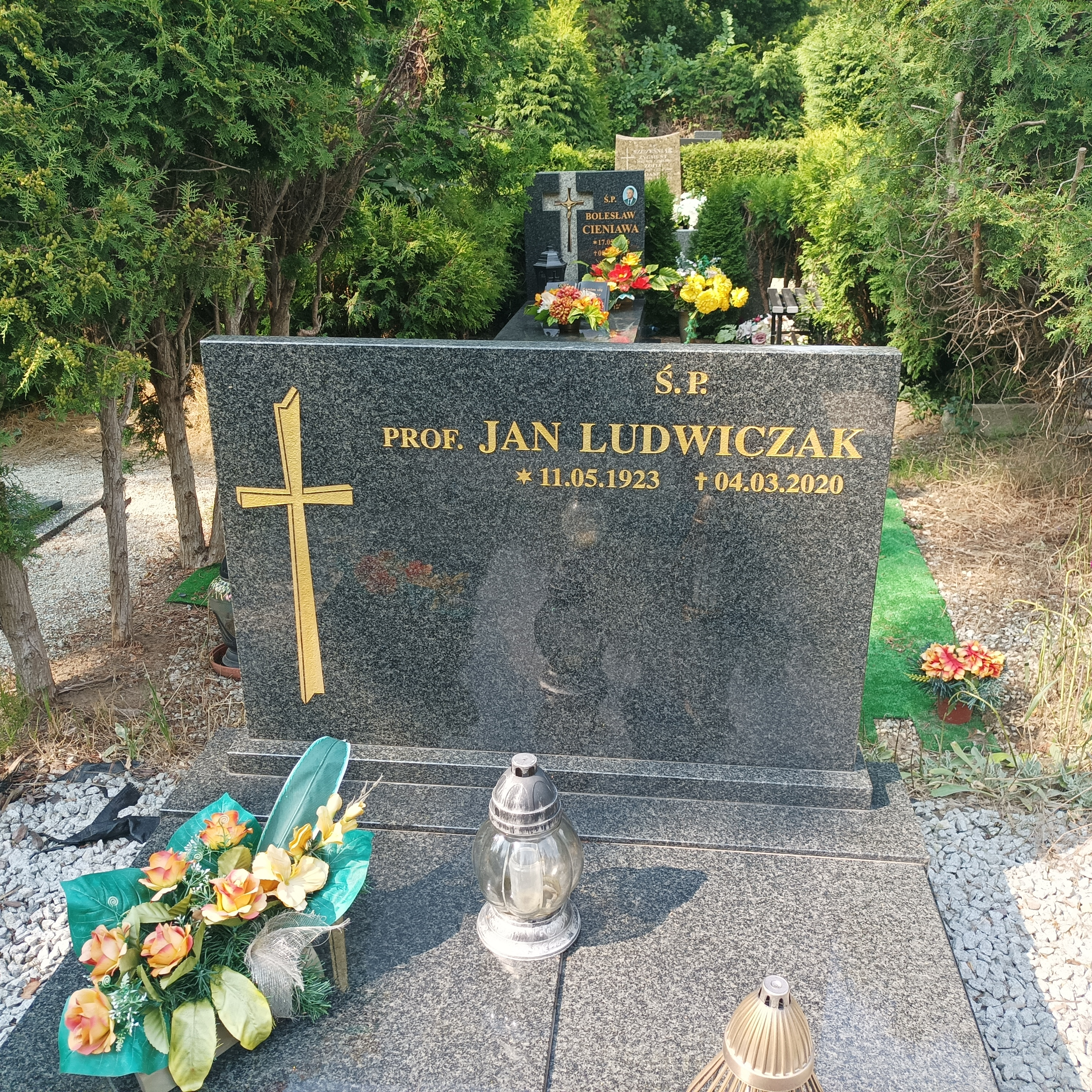
Grób prof. Jana Ludwiczaka na Cmentarzu Osobowickim we Wrocławiu